# 2004 OD4
2004 OD4 es el nombre provisional que designa a un Asteroide descubierto en las instalaciones electro-ópticas Experimental Test Site (ETS), ubicadas en el Campo de Misiles de Arenas Blancas cerca de la ciudad de Socorro, en el Estado de Nuevo México (Estados Unidos). Las instalaciones son parte del Laboratorio Lincoln.

## Características
Se trata de un Asteroide Apolo, cuyas órbitas son de las más cercanas a la Tierra. Se halló el 17 de julio de 2004 dentro del marco del programa de localización y seguimiento sistemático de asteroides cercanos a la Tierra, conocido como Lincoln Near-Earth Asteroid Research (LINEAR por sus siglas), que lleva a cabo el Laboratorio Lincoln conjuntamente con la NASA y la Fuerza Aérea de los Estados Unidos. Según las observaciones realizadas, el tamaño estaría entre sobre los 17 metros de diámetro y una magnitud absoluta de 26,9 pasando a 164.556,7 kilómetros de la Tierra el 16,25 UT de julio de 2004, a una distancia mínima de intersección orbital (MOID por sus siglas en inglés), de .000990511au en relación con la Tierra y a 2.03045au en relación con Júpiter.
La próxima vez que pase cerca de la Tierra, se estima que sería el 16 de mayo de 2036.